# Cariniana ianeirensis
Cariniana ianeirensis är en tvåhjärtbladig växtart som beskrevs av Reinhard Gustav Paul Knuth. Cariniana ianeirensis ingår i släktet Cariniana och familjen Lecythidaceae. IUCN kategoriserar arten globalt som starkt hotad. Inga underarter finns listade i Catalogue of Life.